# ジョルジェ・エネスク
ジョルジェ・エネスク（George Enescu, [ˈd͡ʒe̯ord͡ʒe eˈnesku], 1881年8月19日 - 1955年5月4日パリ）は、ルーマニアの作曲家、ヴァイオリニスト、ピアニスト、指揮者、音楽教師。ルーマニアで発行されている5レイ紙幣に肖像が使用されている。

## 概論
20世紀の傑出した音楽家にして、存命中は最高のヴァイオリン演奏家の一人であった。日本ではフランス語表記のGeorges Enescoに倣ってジョルジュ・エネスコと書くことがある。ルーマニア語ではGeorge Enescuと綴られ、ジョルジュ・エネスク、ジェオルジェ・エネスクとの日本語表記もある。

## 生涯
ルーマニアのリヴェニ(Liveni)村に生まれ、幼年期より楽才を発揮。父親に連れられて作曲家エドゥアルド・カウデラを訪ね、才能を認められてヤシの音楽学校に入学を許される。
7歳でウィーン音楽院に進学。ヨーゼフ・ヘルメスベルガー、ロベルト・フックス、ジギスムント・バハリヒに師事し、13歳を迎えずして銀メダルを授与された。ウィーン国立音楽院時代の学友にツェムリンスキーがいる。ウィーンにおける演奏会では、メンデルスゾーンやサラサーテのほか、ブラームスを演奏した。ブラームス本人とも面談して激励され、そのときの記憶から、フランスに渡ってからもブラームス作品の支持者であり続けた。1895年にパリ音楽院に行って研鑽を重ね、ヴァイオリンをアルマン・マルシックに、和声とフーガをアンドレ・ジェダルジュに、作曲をマスネとフォーレに師事した。アンドレ・ジェダルジュ著の『フーガの教程』ではエネスクがパリ音楽院でフーガの一等賞を取った作品が、模範例として挙げられている。
1923年にニューヨークにおいて、フィラデルフィア管弦楽団の演奏会で指揮者デビュー。1937年から1938年にかけてニューヨーク・フィルハーモニー管弦楽団も指揮した。自らの指揮で自作も上演している。
エネスクはフランスとルーマニアに暮らしたが、第二次世界大戦後、ルーマニアが共産圏の支配下に入ってからは、パリに行き、二度と祖国に戻らなかった。1955年に他界し、間もなくパリのペール＝ラシェーズ墓地に埋葬された。ブカレストの交響楽団（Filarmonica "George Enescu"）は彼の栄誉にちなんで命名された。同市にはエネスク記念博物館も建造されている。

## 演奏家・教育者としての名声
エネスクは、クライスラーやティボーと共に20世紀前半の三大ヴァイオリニストの一人とされる。ヴァイオリニストとしては、情熱の高鳴りを感じさせる演奏スタイルと、ヴィブラートを程よく効果的に用いた独自の美音で知られていたが、クライスラーやティボーほど甘い音色ではなかった。しかし、かえってそのために、精神的な奥行きや格調の高さを感じさせ、とりわけベートーヴェンやシューマンのソナタ、またバッハの無伴奏作品は、実演・録音ともに語り継がれている。一方、ピアニストとしても練達の演奏家であったが、こちらはもっぱら自作の演奏・録音に限っての活動であった。
1920年代半ばからはヴァイオリン教師としても著名になり、門下にユーディ・メニューイン、アルテュール・グリュミオー、クリスチャン・フェラス、イヴリー・ギトリスらがいる。また、作曲の弟子にルロイ・アンダーソンがいる。
同時代のルーマニア音楽の普及に努め、1912年に同胞の後進に対して与えられるエネスク賞を設立する一方、コンスタンティン・シルヴェストリ (Constantin Silvestri)やミハイ・ヨラ (Mihail Jora)、イヨネル・ペルレア (Ionel Perlea)、マルチャン・ネグレア (Martian Negrea)らの作品を演奏した。

## 作曲活動と作風
エネスク作品の多くはルーマニアの民俗音楽に影響されており、最も有名な作品としては、2つの「ルーマニア狂詩曲」（1901年–1902年）や歌劇「エディプス王」（1936年）、3つの管弦楽組曲がある（このほかの作品については下記参照）。エネスクは2つの世界大戦の時期に戦乱を避けてルーマニアに帰国しており、その間にいくつかの作品が、郷里ルミニス地方(Luminis)のシナヤ(Sinaia)で作曲された。一部の作品（ヴァイオリン・ソナタ第3番、「エディプス王」など）には微分音を用いている。
エネスクは1890年ころから作曲を始め、早熟の天才としてウィーン時代からその才能が知られていた。初期のエネスクは、ワーグナーとブラームスなどに影響を受け、さらにフランスに渡ってからは、恩師フォーレのほか、フランクやダンディ、ショーソン、デュカスなどの影響が加わっていく。
第一次世界大戦開始までの時期がだいたいエネスクの初期に該当し、この頃はまだロマン主義音楽の伝統に立ち、華麗で色彩的な作風を取っている。たとえば現在エネスクの代表作として親しまれている2つの「ルーマニア狂詩曲」は、この時期の所産である。「交響曲第1番」を発表する前に4曲の「習作交響曲」も残している。
エネスクはもともと作曲の筆が速く、初期において、多忙な演奏活動のかたわら管弦楽曲の大作を書き続けることができたのも、まさにその能力のためであった。だが、「協奏交響曲」の初演の大失敗が引き金となり、これ以降は作曲の筆を慎重に運ぶようになっていく。多くの前衛的な作曲家が世の中に出たため、エネスクはより寡作化した。完成された作品でも、第1次世界大戦に前後する時期の作品は、いわば多大な「産みの苦しみ」を伴って完成された。たとえば「ピアノ・ソナタ第2番」について、エネスクは「曲はもう出来上がっていて、頭の中にあるんだ」と言い続けたが、譜面は現存していない。唯一のオペラ「エディプス王」は、この時期に構想と作曲が開始されながらも、10年以上にわたってなかなか完成されなかった。
その反面、第1次世界大戦中にエネスクの作風は、新たな局面を迎えている。フランスで着手された「交響曲第2番」は、パリ初演の時に「印象主義的」「未来主義への接近」と呼ばれて、非難囂々だったと言われている。しかし、今日の耳からすると、この作品の響きはまだリヒャルト・シュトラウスの交響詩に近い。戦後の作風はいよいよ民族色が濃厚となる。ルーマニアの民族音楽の影響のもとに、語るような自由リズムによる旋律（パルランド様式）、長調・短調の判然としない民族音階の利用、機能和声からの離脱などによって、はなはだ調性感の弱い作品が増え、とりわけ成熟期の代表作である「ヴァイオリン・ソナタ第3番」は、副題に暗示されているように、「ルーマニア民族音楽の性格によって」作曲されている。
第2次世界大戦が終わると共にエネスクはパリに戻るが、耐久生活を余儀なくされ、この中で作風は徐々に調性音楽的なものとなってゆく。「室内交響曲」は、題名こそシェーンベルクの作品を暗示するが、作品は調的・旋法的で、曲は抒情的に流れていく。また、交響曲第4番・5番（終楽章に声楽を伴う）、ヴァイオリンと管弦楽のための「ルーマニア奇想曲」など、晩年の作品の多くが未完のまま残された。
これらの作品は近年になって補筆され、演奏の機会が増えているものの、Olympiaが倒産したこともあり、もっぱらエネスクの名はルーマニア狂詩曲第1番 イ長調の作曲者として知られている。

## 主要ディスコグラフィ
- ヴァイオリニストとしての録音
  - アルフレード・ダンブロシオ: セレナード Columbia  20023D (1924年録音) w/ エドワード・C・ハリス（ピアノ）
  - フリッツ・クライスラー: クープランの様式によるプロヴァンスの朝の歌 Columbia  20023D (1924年録音) w/ エドワード・C・ハリス（ピアノ）
  - ルートヴィヒ・ヴァン・ベートーヴェン/レオポルト・アウアー編: 回教僧の合唱 Columbia 20029D (1924年録音) w/ エドワード・C・ハリス（ピアノ）
  - リヒャルト・ワーグナー/アウグスト・ウィルヘルミ編：アルバムの一葉 Columbia 20029D (1924年録音) w/ エドワード・C・ハリス（ピアノ）
  - エルネスト・ショーソン：詩曲 Columbia 50273/4D（1929年録音） w/ サンフォード・シュルッセル（ピアノ）
  - アルカンジェロ・コレッリ/フェルディナンド・ダヴィッド編：ラ・フォリア Columbia 51061D（1929年録音） w/ サンフォード・シュルッセル（ピアノ）
  - ゲオルク・フリードリヒ・ヘンデル：ヴァイオリン・ソナタ op.1-13 Columbia 50187/88D w/ サンフォード・シュルッセル（ピアノ）
  - フリッツ・クライスラー: プニャーニの様式によるテンポ・ディ・メヌエット Columbia  50235D (1929年録音) w/ サンフォード・シュルッセル（ピアノ）
  - ガエターノ・プニャーニ/アルフレッド・モファット編: プニャーニの様式によるテンポ・ディ・メヌエット Columbia  50235D (1929年録音) w/ サンフォード・シュルッセル（ピアノ）
  - ヨハン・ゼバスティアン・バッハ: 2挺のヴァイオリンのための協奏曲 HMV DB 1718/9 (1932年録音) w/ ユーディ・メニューイン（ヴァイオリン）, パリ交響楽団／ピエール・モントゥー
  - ジョルジェ・エネスク：ヴァイオリン・ソナタ第2番＆第3番 Discoteca (1943年録音) w/ ディヌ・リパッティ（ピアノ）
  - ヨハン・ゼバスティアン・バッハ: 無伴奏ヴァイオリンのためのソナタとパルティータ Continental Records CLP 104/6  (1948年録音)
  - ルートヴィヒ・ヴァン・ベートーヴェン: ヴァイオリン・ソナタ第7番 Meloclassic MC 2002 (1948年録音) w/ ジョルジュ・ド・ロネー（ピアノ）
  - ルートヴィヒ・ヴァン・ベートーヴェン：ヴァイオリン協奏曲 Biddulph LAB 108 (1949年録音) w/ イリノイ大学管弦楽団／ジョン・カイパース
  - ヨハン・ゼバスティアン・バッハ：ヴァイオリン協奏曲第2番 Biddulph LAB 108 (1949年録音) w/ イリノイ大学管弦楽団／ジョン・カイパース
  - ジョルジェ・エネスク：ヴァイオリン・ソナタ第3番 Columbia GFX 121/3 (1949年録音) w/ セリニ・シャイエ＝リシェ（ピアノ）
  - ジョルジェ・エネスク：ヴァイオリン・ソナタ第2番 Remington R-149-42 (1951年録音) w/ セリニ・シャイエ＝リシェ（ピアノ）
  - ロベルト・シューマン：ヴァイオリン・ソナタ第2番 Remington 149-50 (1952年録音) w/ セリニ・シャイエ＝リシェ（ピアノ）
  - ルートヴィヒ・ヴァン・ベートーヴェン: クロイツェル・ソナタ Columbia FC 1058A (1952年録音) w/ セリニ・シャイエ＝リシェ（ピアノ）
  - Georges Enescu In Legend Electrecord ECE0166 (1950年代の録音) w/ ルーマニア放送交響楽団

- ピアニストとしての録音
  - ニコロ・パガニーニ/ジョルジェ・エネスク編: カプリース第6番 HMV DB 2841 (1936年録音) w/ ユーディ・メニューイン（ヴァイオリン）
  - ジョルジェ・エネスク編: 組曲第1番（抜粋）＆第2番（抜粋） Electrecord ECE 01388 (1943年録音) w/ ユーディ・メニューイン（ヴァイオリン）

- 指揮者としての録音
  - ヨハン・ゼバスティアン・バッハ: ヴァイオリン協奏曲第2番 HMV DB 2003/5 (1933年録音) w/ ユーディ・メニューイン（ヴァイオリン）, パリ交響楽団
  - ヨハン・ゼバスティアン・バッハ: ヴァイオリン協奏曲第1番 HMV DB 2911/2 (1936年録音) w/ ユーディ・メニューイン（ヴァイオリン）, パリ交響楽団

## 主要作品
- 歌劇
  - 抒情悲劇『エディプス王』（Oédipe. Tragédie lyrique）作品23 （スケッチ開始1910年、作曲1921～31年）

- 交響曲
  - 第1番 変ホ長調 作品13 （1905年）
  - 第2番 イ長調 作品17 （1912-14年）
  - 第3番 ハ長調 作品21 （1916-1918年、1921年改訂）

- 協奏曲
  - 協奏交響曲 ロ短調（チェロと管弦楽のための） 作品8（1901年）

- 管弦楽曲
  - 男声合唱つきの交響組曲「ルーマニアの詩（うた）」 作品1（1889年）
  - 管弦楽組曲第1番 ハ長調 作品9（1903年？）
  - 管弦楽組曲第2番 ハ長調 作品20（1915年）
  - 管弦楽組曲第3番 「田舎風」（Villageoise） 作品27（1937～38年）
  - ルーマニア狂詩曲第1番 イ長調 作品11-1（1901年）
  - ルーマニア狂詩曲第2番 ニ長調 作品11-2（1902年）
  - 弦楽合奏のための2つの間奏曲（Intermède）作品12
  - 交響詩「海の声」（Vox Maris）作品31（1929年、タイトルはラテン語）
  - 室内オーケストラのための交響詩「自然の声」（Voix de la Natur）（1931～39年、遺作）
  - ルーマニア民族音楽の性格をもった主題による（sur des thèmes dans le caractère populaire roumain）演奏会用序曲 作品32（1948年）
    - 編曲：アルベニスの「スペイン狂詩曲」の管弦楽編曲

- 室内楽曲
  - 12の独奏楽器のための室内交響曲 作品33（1954年）
  - 弦楽八重奏曲 ハ長調 作品7（1900年）
  - 管楽十重奏曲 ニ長調 作品14（1906年）
  - ピアノ五重奏曲 イ調 作品29（1940年）
  - ピアノ四重奏曲 第1番 ニ短調 作品16（1909年）
  - ピアノ四重奏曲 第2番 ニ調 作品30（1943～44年）
  - ピアノ三重奏曲 イ短調（作品番号なし、1916年）
  - 弦楽四重奏曲 第1番 変ホ長調 作品22-1 1916～21年）
  - 弦楽四重奏曲 第2番 ト調 作品22-2 （1950～53年）
  - ヴァイオリン・ソナタ第1番 ニ長調 作品2（1897年）
  - ヴァイオリン・ソナタ第2番 ヘ短調 作品6（1899年）
  - ヴァイオリン・ソナタ第3番「ルーマニア民族音楽の性格によって」（dans le caractère populaire roumain）（イ調）作品25（1926年）
  - 遺作のヴァイオリン・ソナタ断章（1911年）
  - チェロ・ソナタ第1番 嬰ヘ短調 作品26-1（1898年？）
  - チェロ・ソナタ第2番 ハ調 作品26-2（1935年）
  - トランペットとピアノのための「伝説」（Légende）（作品番号なし、1906年）
  - ヴァイオリンとピアノのための「幼時の印象」（Impression d'enfance）作品28（1938～40年）
  - ヴィオラとピアノのための「演奏会用小品」（作品番号なし、1943年初演）
  - ハープ独奏のための「演奏会用アレグロ」（作品番号なし、1904年）
  - ブラームスのヴァイオリン協奏曲のためのカデンツァ

- ピアノ曲
  - 2台のピアノのための「創作主題による変奏曲」 作品5 （1899年）
  - ピアノ・ソナタ第1番 嬰ヘ短調 作品24（1924年）
  - ピアノ・ソナタ第2番 （現存せず、未完？破棄？ 1926-1931年）
  - ピアノ・ソナタ第3番 ニ長調（1934～35年、リパッティが愛奏）
  - ピアノ組曲 第1番「古風な形式による」（Suite dans le style ancien）作品3（1897年）
  - ピアノ組曲 第2番 作品10（1903年）
  - ピアノ組曲 第3番 作品18（1913-6年）

- 声楽曲
  - 3つの歌曲 作品4（1898年）
  - クレマン・マロの詩による7つのシャンソン 作品15（1908年）